# James Alexander Allan
James Alexander Allan (ur. 1889, zm. 1956) - poeta australijski.
Urodzony i wykształcony w Melbourne. Był urzędnikiem służby publicznej Wspólnoty Brytyjskiej w latach 1912–1918 i 1942–1950. Uczestniczył w walkach II wojny światowej.

## Ważniejsze utwory
- A Wineshop Madonna (1911)
- The Old Model School (1934)
- Revolution (1940)
- Men and Manners In Australia (1945)
- The History of Camberwell (1949)